# Marina Kiehlová
Marina Kiehlová (* 12. ledna 1965, Mnichov) je bývalá německá alpská lyžařka, která reprezentovala Západní Německo.
Na olympijských hrách v Calgary roku 1988 vyhrála závod ve sjezdu. Ve světovém poháru získala dva malé křišťálové glóby, když se stala celkovou vítězkou v obřím slalomu roku 1985 a v super obřím slalomu roku 1986. Vyhrála ve světovém poháru sedm závodů, 18krát stála na stupních vítězů. Jejím nejlepším výsledkem na mistrovství světa bylo páté místo v obřím slalomu roku 1985. V letech 1984 až 1987 vyhrála pět německých šampionátů, dva v super-G, dva v obřím slalomu a jeden ve sjezdu. Závodní kariéru ukončila po hrách v Calgary, v pouhých 23 letech. Poté se věnovala trénování mládeže ve svém klubu TSV Mnichov, mnoho let organizovala mládežnické lyžařské kempy v Evropě a Japonsku.